# Gabriela Beňačková

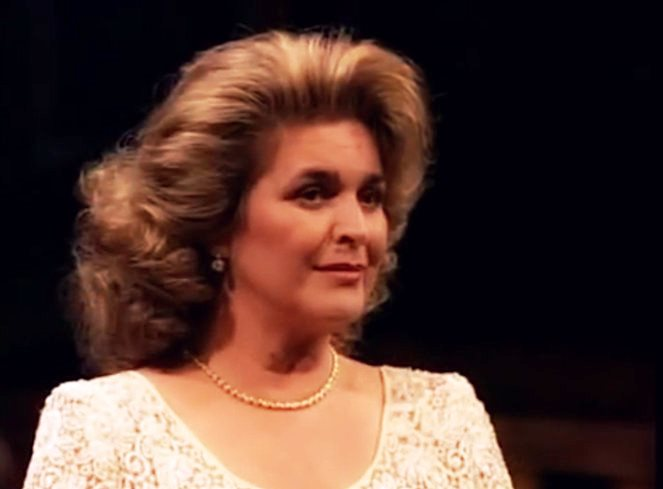
Gabriela Beňačková 2002 an der MET

Gabriela Beňačková (* 25. März 1947 in Bratislava) ist eine slowakische Opernsängerin.

## Leben
Die in Bratislava geborene Gabriela Beňačková studierte in ihrer Heimatstadt am Konservatorium Bratislava und an der Hochschule für Musische Künste Bratislava. Sie schloss ihr Studium mit dem Magister ab. Von dem tschechischen Sänger und Regisseur Přemysl Kočí wurde sie 1970 nach Prag an das Národní divadlo geholt, wo sie insgesamt 11 Jahre tätig war. In dieser Zeit war sie in verschiedenen Opernaufführungen und Rollen zu sehen. So übernahm sie bei der Aufführung der Oper Krieg und Frieden die Rolle Natascha Rostowa oder bei der Aufführung der Oper Die verkaufte Braut die Rolle Mařenka (bzw. Marie). In der Folge arbeitete Gabriela Beňačková unter anderem an der Bayerischen Staatsoper, am Teatro Real, am Bolschoi-Theater und am Teatro Colón. Zwischen 1990 und 1999 verkörperte sie an der Metropolitan Opera unter anderem in der Oper Rusalka die namensgebende Person. Im Jahr 2014 wirkte sie bei den Salzburger Festspielen mit und verkörperte bei der Aufführung der Oper Die Soldaten die Rolle Gräfin de la Roche.
Während ihrer internationalen Karriere arbeitete sie vielfach mit den Tenoren Plácido Domingo und Ivo Žídek zusammen. Zudem arbeitete sie mit Peter Dvorský mehrfach auf der Bühne des Národní divadlo zusammen. Aufgrund ihrer künstlerischen Leistungen erhielt sie zudem sowohl staatliche Auszeichnungen in Tschechien als auch in der Slowakei. Vom tschechischen Staatspräsidenten Václav Klaus wurde ihr am 28. Oktober 2008 die Verdienstmedaille verliehen. Etwa zehn Jahre später verlieh ihr der slowakische Staatspräsident Andrej Kiska am 1. Januar 2018 den Orden des Weißen Doppelkreuzes 2. Klasse. Im Jahr 2019 wurde ihr der Cena Antonína Dvořáka (deutsch: „Antonín-Dvořák-Preis“) zuerkannt. Der Preis wird von der Akademie klasické hudby (deutsch: "Akademie für Klassische Musik") an Personen vergeben, welche das Erbe des namengebenden Komponisten Antonín Dvořák pflegen. Im selben Jahr wurde ihr zudem der Thalia-Preis für das Lebenswerk in der Kategorie Oper vom tschechischen Schauspieler-Verband verliehen.

## Diskografie
- 2005: Arias[4]